# Municipio 13 Morning Star
El municipio 13 Morning Star (en inglés: Township 13, Morning Star) es un municipio ubicado en el  condado de Mecklenburg en el estado estadounidense de Carolina del Norte. En el año 2010 tenía una población de 33.650 habitantes.

## Geografía
El municipio 13 Morning Star se encuentra ubicado en las coordenadas 35°8′19.87″N 80°41′38.78″O / 35.1388528, -80.6941056.